# Patinação artística na Universíada de Inverno de 2013
As competições de patinação artística na Universíada de Inverno de 2013 foram disputadas no Trento Ghiaccio Arena em Trentino, Itália entre 11 e 15 de dezembro de 2013.

## Calendário
| Patinação artística  | Dezembro | Dezembro | Dezembro | Dezembro | Dezembro | Dezembro | Dezembro | Dezembro | Dezembro | Dezembro | Dezembro | Dezembro |
| Patinação artística  | 10       | 11       | 12       | 13       | 14       | 15       | 16       | 17       | 18       | 19       | 20       | 21       |
| -------------------- | -------- | -------- | -------- | -------- | -------- | -------- | -------- | -------- | -------- | -------- | -------- | -------- |
| Individual masculino |          |          | 1        |          |          |          |          |          |          |          |          |          |
| Individual feminino  |          |          |          |          |          | 1        |          |          |          |          |          |          |
| Duplas               |          |          |          | 1        |          |          |          |          |          |          |          |          |
| Dança                |          |          |          |          | 1        |          |          |          |          |          |          |          |

|  | Treino não oficial |  | Treino oficial |  | Dia de competição |  | Dia de final |

## Medalhistas
| Evento                          | Ouro                                    | Prata                                        | Bronze                                          | Ref.  |
| ------------------------------- | --------------------------------------- | -------------------------------------------- | ----------------------------------------------- | ----- |
| Individual masculino (detalhes) | Song Nan · China                        | Gordei Gorshkov · Rússia                     | Akio Sasaki · Japão                             | [ 2 ] |
| Individual feminino (detalhes)  | Sofia Biryukova · Rússia                | Valentina Marchei · Itália                   | Sofia Mishina · Rússia                          | [ 3 ] |
| Duplas (detalhes)               | Ksenia Stolbova · Fedor Klimov · Rússia | Evgenia Tarasova · Vladimir Morozov · Rússia | Nicole Della Monica · Matteo Guarise · Itália   | [ 4 ] |
| Dança no gelo (detalhes)        | Pernelle Carron · Lloyd Jones · França  | Julia Zlobina · Alexei Sitnikov · Azerbaijão | Victoria Sinitsina · Ruslan Zhiganshin · Rússia | [ 5 ] |

## Quadro de medalhas
| Ordem | País           | Medalha de ouro | Medalha de prata | Medalha de bronze |    |
| ----- | -------------- | --------------- | ---------------- | ----------------- | -- |
| 1     | RUS Rússia     | 2               | 2                | 2                 | 6  |
| 2     | CHN China      | 1               |                  |                   | 1  |
| 2     | FRA França     | 1               |                  |                   | 1  |
| 4     | ITA Itália     |                 | 1                | 1                 | 2  |
| 5     | AZE Azerbaijão |                 | 1                |                   | 1  |
| 6     | JPN Japão      |                 |                  | 1                 | 1  |
| TOTAL | TOTAL          | 4               | 4                | 4                 | 12 |